# 冨士宏
冨士 宏（ふじ ひろし）は日本の漫画家、イラストレーター、ゲームクリエイター。

## 略歴
1980年代にナムコに入社。ゲームのキャラクターデザインやイラストレーションを手がけるとともに、当時ナムコが発行していた情報誌「NG」にて漫画の連載を始める。当時は冨士弘、ふじひろし名義で活動していた。
その後ナムコを退社し、フリーの漫画家・イラストレーターとして活動を始める。退社後もNGやナムコ（バンダイナムコゲームス）のゲームへのイラスト提供を引き続き行う。
2005年、『コミックブレイドMASAMUNE』（マッグガーデン）にて漫画「ワルキューレの降誕」、及びその続編「ワルキューレの栄光」を連載、ナムコ公認作品として、かつてのキャラクターデザイナー自らコミカライズを手がける事となった。『コミックブレイドMASAMUNE』休刊後は『月刊コミックブレイド』（マッグガーデン）に移籍し、「ワルキューレの栄光」の連載を続行した。

## 作品

### ゲーム
- バベルの塔：キャラクターデザイン
- トイポップ：キャラクターデザイン
- スカイキッド：キャラクターデザイン
- ワルキューレの冒険 時の鍵伝説：キャラクター原案
  - ワルキューレの伝説：キャラクターデザイン
  - サンドラの大冒険 ワルキューレとの出逢い：キャラクターデザイン、コンセプトアート
  - ワルキューレの伝説 外伝 ローザの冒険：キャラクターデザイン、コンセプトアート
- ブレイザー：戦車デザイン
- 天使の詩：キャラクター・モンスターデザイン
- 少年魔術師インディ：FC版（未発売）キャラクターデザイン
- 蓬萊学園の冒険!：キャラクターデザイン
- ファミリーテニス、ファミリーサーキット、ナムコクラシック、ファミリーピンボール、サイドポケット：FC版のパッケージイラスト
- 功夫老師（エレメカ）：キャラクターデザイン

### 漫画
- 午後の国 （NG、まんがアニメック連載）
- 青春のポールポジション（『ポールポジション』小冊子「青春を語る8章」掲載）
- 迷廊館のチャナ （月刊NG30 - 52号連載・23話・未完結→WebコミックサイトMAGCOMI（マグコミ）にて2018年10月よりリブート連載、既刊1巻）
- 城物語 （コミックゲーメスト連載、マッグガーデンより単行本全1巻）
- ワルキューレの降誕 （コミックブレイドMASAMUNE連載、全2巻）
- ワルキューレの栄光 （コミックブレイドMASAMUNE →月刊コミックブレイド連載、全2巻）

### 画集
- ワルキューレワールド カラー設定イラスト集 LEGEND

### アニメ
- 魔動王グランゾート：ゲストメカデザイン

### 絵本
- ナンゴクさま （ソニー・マガジンズ　2001年8月30日発行・モーニングスター10周年記念作品）ISBN 4-7897-1742-9

### その他
- ファミスロ「SLOTパックマン」「SLOTファミリースタジアム」「SLOTギャラガ」ポスターイラスト（全てユニバーサルエンターテインメント）
- 川田宏行アルバム『ヴァルトラウテの覚醒』カバーイラスト